# Ognjen Bjeličić
Ognjen Bjeličić (in serbo Огњен Бјеличић?; Belgrado, 29 luglio 1997) è un calciatore serbo, attaccante degli Ħamrun Spartans.

## Carriera
Cresciuto nei settori giovanili di Stella Rossa e Rad Belgrado, nel 2016 passa al Sinđelić Belgrado con cui debutta fra i professionisti il 26 maggio giocando l'incontro di seconda divisione pareggiato 1-1 contro lo Sloboda Užice. Nel 2017 passa all'Inđija con cui nel 2019 ottiene la promozione in Superliga. Nel gennaio del 2020 passa al Radnički Niš.

## Statistiche
Statistiche aggiornate al 18 dicembre 2020.

### Presenze e reti nei club
| Stagione                 | Squadra                  | Campionato               | Campionato | Campionato | Coppe nazionali | Coppe nazionali | Coppe nazionali | Coppe continentali | Coppe continentali | Coppe continentali | Altre coppe | Altre coppe | Altre coppe | Totale | Totale | Totale |
| Stagione                 | Squadra                  | Comp                     | Pres       | Reti       | Comp            | Pres            | Reti            | Comp               | Pres               | Reti               | Comp        | Pres        | Reti        | Pres   | Reti   |        |
| ------------------------ | ------------------------ | ------------------------ | ---------- | ---------- | --------------- | --------------- | --------------- | ------------------ | ------------------ | ------------------ | ----------- | ----------- | ----------- | ------ | ------ | ------ |
| 2015-2016                | Sinđelić Belgrado        | SL                       | 2          | 0          | CS              | 0               | 0               |                    | -                  | -                  |             | -           | -           | 2      | 0      |        |
| 2016-2017                | Sinđelić Belgrado        | SL                       | 12         | 0          | CS              | 1               | 0               |                    | -                  | -                  |             | -           | -           | 13     | 0      |        |
| Totale Sinđelić Belgrado | Totale Sinđelić Belgrado | Totale Sinđelić Belgrado | 14         | 0          |                 | 1               | 0               |                    | -                  | -                  |             | -           | -           | 15     | 0      |        |
| 2017-2018                | Inđija                   | SL                       | 23         | 2          | CS              | 2               | 0               |                    | -                  | -                  |             | -           | -           | 25     | 2      |        |
| 2018-2019                | Inđija                   | SL                       | 26+2       | 0          | CS              | 1               | 0               |                    | -                  | -                  |             | -           | -           | 27     | 0      |        |
| 2019-gen. 2020           | Inđija                   | SL                       | 17         | 0          | CS              | 2               | 0               |                    | -                  | -                  |             | -           | -           | 19     | 0      |        |
| Totale Inđija            | Totale Inđija            | Totale Inđija            | 68         | 2          |                 | 5               | 0               |                    | -                  | -                  |             | -           | -           | 73     | 2      |        |
| gen.-giu. 2020           | Radnički Niš             | SL                       | 7          | 0          | CS              | 1               | 0               |                    | -                  | -                  |             | -           | -           | 8      | 0      |        |
| 2020-2021                | Radnički Niš             | SL                       | 11         | 0          | CS              | 2               | 0               |                    | -                  | -                  |             | -           | -           | 13     | 0      |        |
| Totale Radnički Niš      | Totale Radnički Niš      | Totale Radnički Niš      | 18         | 0          |                 | 3               | 0               |                    | -                  | -                  |             | -           | -           | 21     | 0      |        |
| Totale carriera          | Totale carriera          | Totale carriera          | 100        | 2          |                 | 9               | 0               |                    | -                  | -                  |             | -           | -           | 109    | 2      |        |

## Palmarès

### Club

#### Competizioni nazionali
- Campionato maltese: 2

Ħamrun Spartans: 2022-2023, 2023-2024, 2024-2025
- Supercoppa di Malta: 1

Ħamrun Spartans: 2023